# Droga do zapomnienia (film)
Droga do zapomnienia (ang.: The Railway Man) – australijsko-brytyjski dramat biograficzny z 2013 roku w reżyserii Jonathana Teplitzky. Adaptacja autobiograficznej powieści Erica Lomaxa pt.: "The Railway Man" (1995).

## Fabuła
Eric Lomax to tajemniczy mężczyzna, który podczas podróży pociągiem spotyka piękną kobietę, Patricię. Dla obojga z nich była to miłość od pierwszego wejrzenia, która bardzo szybko doprowadziła do ślubu. Szczęście nowożeńców przerywa pojawiająca się tajemnica z przeszłości mężczyzny. Eric w przeszłości był brytyjskim oficerem, wkrótce został schwytany przez Japończyków w czasie II wojny światowej. Przez pewien czas znajdował się w obozie jenieckim, gdzie był zmuszany do ciężkiej i wykańczającej pracy przy budowie osławionej Kolei Śmierci. Po wielu latach, dzięki wsparciu małżonki postanawia odnaleźć swojego japońskiego oprawcę. 

## Obsada
- Colin Firth jako Eric Lomax
- Nicole Kidman jako Patricia Wallace
- Jeremy Irvine jako młody Eric Lomax
- Stellan Skarsgård jako Finlay
- Hiroyuki Sanada jako Nagase
- Sam Reid jako młody Finlay
- Tanroh Ishida jako młody Nagase
- James Fraser jako Duncan

i inni.